# Genetta victoriae
La genetta gigante (Genetta victoriae  Thomas, 1901) è un carnivoro della famiglia dei viverridi diffuso in Africa centrale.

## Descrizione

### Dimensioni
Carnivoro di medie dimensioni, con la lunghezza della testa e del corpo tra 520 e 600 mm, la lunghezza della coda tra 413 e 490 mm, la lunghezza del piede tra 98 e 102 mm e un peso fino a 3,5 kg.

### Aspetto
La pelliccia è corta e densa. Il colore generale del corpo è bianco-giallastro. Due bande divergenti nerastre si estendono dalle orecchie indietro lungo il collo, in contrasto con altre bande parallele giallastre. Le macchie sui fianchi sono numerose e ben definite. Una striscia nerastra dorsale discontinua si estende dalle spalle alla base della coda. Le parti ventrali sono chiazzate di bianco e di nero. Gli arti sono marrone scuro. La parte centrale tra i cuscinetti della pianta della mano è ricoperta di peluria. La coda è più corta della testa e del corpo, è folta, cilindrica e con sette anelli neri intervallati da anelli biancastri larghi circa la metà. La punta è nera. Le femmine hanno un paio di mammelle.

## Biologia
È una specie notturna.

## Distribuzione e habitat
Questa specie è diffusa nella Repubblica Democratica del Congo settentrionale e nord-orientale, tra il fiume Congo e i fiumi Oubangui e Lualaba. La sua presenza in Uganda occidentale necessita di conferme. Un individuo è stato fotografato in un parco nazionale in Ruanda.

## Conservazione
La IUCN Red List, considerato il vasto areale, la popolazione numerosa e la presenza in una regione con un habitat praticamente intatto, classifica G.victoriae come specie a rischio minimo (Least Concern).